# Megaphrynium distans
Megaphrynium distans là một loài thực vật có hoa trong họ Marantaceae. Loài này được Hepper mô tả khoa học đầu tiên năm 1968.